# Marcelo Mabilia
Marcelo Mabilia (sinh ngày 31 tháng 10 năm 1972) là một cầu thủ bóng đá người Brasil.

## Sự nghiệp câu lạc bộ
Marcelo Mabilia đã từng chơi cho Júbilo Iwata.

## Thống kê câu lạc bộ

### J.League
| Đội          | Năm       | J.League | J.League | J.League Cup | J.League Cup | Tổng cộng | Tổng cộng |
| Đội          | Năm       | Trận     | Bàn      | Trận         | Bàn          | Trận      | Bàn       |
| ------------ | --------- | -------- | -------- | ------------ | ------------ | --------- | --------- |
| Júbilo Iwata | 1997      | 10       | 3        | 4            | 1            | 14        | 4         |
| Tổng cộng    | Tổng cộng | 10       | 3        | 4            | 1            | 14        | 4         |